# District de Zlaté Moravce
Le district de Zlaté Moravce est l'un des 79 districts de Slovaquie dans la région de Nitra.

## Démographie

### Évolution de la population
| Année:               | 1994.  | 2004.   | 2014.   | 2024.   |
| -------------------- | ------ | ------- | ------- | ------- |
| Nombre de personnes: | 43 913 | 43 109  | 41 127  | 40 722  |
| Différence:          |        | -1,83 % | -4,59 % | -0,98 % |

| Année:               | 2023.  | 2024.   |
| -------------------- | ------ | ------- |
| Nombre de personnes: | 40 765 | 40 722  |
| Différence:          |        | -0,10 % |

## Liste des communes
Source :

### Ville
- Zlaté Moravce

### Villages
Beladice | Čaradice | Červený Hrádok | Čierne Kľačany | Hostie (Slovaquie) | Hosťovce | Choča | Jedľové Kostoľany | Kostoľany pod Tribečom | Ladice | Lovce | Machulince | Malé Vozokany | Mankovce | Martin nad Žitavou | Nemčiňany | Neverice | Nevidzany | Obyce | Skýcov | Sľažany | Slepčany | Tekovské Nemce | Tesárske Mlyňany | Topoľčianky | Velčice | Veľké Vozokany | Vieska nad Žitavou | Volkovce  | 
Zlatno | Žikava | Žitavany